# Tony Hawk's Pro Skater 3
Tony Hawk's Pro Skater 3 è un videogioco sportivo di skateboard sviluppato da Neversoft e pubblicato da Activision per i principali sistemi di gioco dell'epoca. A differenza dei precedenti capitoli si presenta con un miglioramento grafico notevole almeno per le versioni PC e Xbox e per la presenza della modalità multiplayer per server LAN.

## Caratteristiche
Il gioco come i precedenti capitoli è suddiviso in diversi livelli dove bisognerà completare un certo numero di obiettivi per proseguire. I principali sono raccogliere la scritta SKATE, battere i tre punteggi (ovvero High, Pro e Sick) e raccogliere gli oggetti richiesti. Sono presenti le modalità Single Session e Free Skater. Nella prima avremo due minuti di tempo per poter esplorare il livello, mentre nella seconda non ci saranno limiti di tempo ed è utile per capire come completare obiettivi in modalità Carriera. Ci sono anche tre livelli in cui si svolgerà una competizione e dovremo vincere una medaglia e ci saranno anche tre livelli segreti tratti dal primo Tony Hawk e numerosi personaggi da sbloccare. Esistono anche due modalità multiplayer che permettono di giocare o in due sullo stesso computer oppure creando un server LAN.

## Livelli
- Foundry
- Canada
- Rio (competizione)
- Suburbia
- Airport
- Skater Island (competizione)
- Los Angeles
- Tokyo (competizione)
- Cruise Ship

Livelli Segreti
- Warehouse (THPS1)
- Burnside (THPS1)
- Roosevelt (THPS1)

## Personaggi
- Tony Hawk
- Rodney Mullen
- Chad Muska
- Elissa Steamer
- Jamie Thomas
- Bam Margera
- Andrew Reynolds
- Eric Koston
- Geoff Rowley
- Kareem Cambpell
- Steve Caballero
- Rune Glifberg
- Bucky Lasek

Personaggi Segreti
- Darth Maul
- Wolverine
- Private Carrera
- Police Officer
- Doom Guy
- Ollie the magic Bum
- Demoness
- Neversoft Eyeball
- Kelly Slater

## Colonna Sonora
- The Adolescents - "Amoeba"
- AFI - "The Boy Who Destroyed the World"
- Alien Ant Farm - "Wish"
- Bodyjar - "Not the Same"
- CKY - "96 Quite Bitter Beings"
- Del tha Funkee Homosapien - "If You Must"
- Guttermouth - "I'm Destroying the World"
- House of Pain - "I'm a Swing-It"
- KRS-One - "Hush"
- Motörhead - "Ace of Spades"
- The Nextmen - "Amongst Madness"
- Ozomatli - "Cut Chemist Suite"
- Ramones -"Blitzkrieg Bop"
- Red Hot Chili Peppers - "Fight Like a Brave"
- Red ManLet's get Dirty"
- The Reverend Horton Heat "I Can't Surf"
- Rollins Band - "What's the Matter Man"
- Xzibit - "Paparazzi"
- Zebrahead - "Check"
- The Mad Capsule Markets - "Pulse"